# Temple de Hoi Phuoc
 (juillet 2019).
La temple de Hội Phước ou Association Hội Phước Tự est un temple antique situé dans la ville de Tân Thành, district de Lai Vung, province de Đồng Tháp.  Construit en 1841 sous le règle du roi Thieu Tri, peint par le vénérable Thích Hòang Ân.